# Kosančićev Venac (Belgrado)
Kosančićev Venac  (en alfabeto cirílico: Косанчићев венац) da nombre a una calle y un barrio de Belgrado, capital de la República de Serbia. Estos se encuentran ubicados en el distrito o municipio urbano de Stari Grad. Según el censo del año 2002, la comunidad local  del barrio contaba con 1 988  habitantes.

## Ubicación
El barrio de Kosančićev Venac está situado alrededor de la calle con el mismo nombre 700 m al oeste de Terazije: considerado como el centro de Belgrado y situado sobre la cordillera que forma el final de la región de Šumadija y que se extiende desde las zonas de Terazijska Terasa hasta Kalemegdan, en Belgrado.
La calle Kosančićev Venac, por su parte, nace a la altura de la calle Pol Lukina; que se orienta hacia el este, dejando a la pequeña calle Srebrenička  a su derecha. A continuación, se bifurca bruscamente hacia el noroeste, dejando a su derecha las calles Zadarska  y Kralja Petra, para terminar en la calle Pariska.

## Historia
Kosančićev Venac constituye la parte más antigua de Belgrado fuera de la fortaleza. La nueva ciudad serbia, en contraste con la antigua ciudad otomana, comenzó a crecer en la década de 1830 a lo largo del margen derecho del río Sava, extendiéndose hasta el barrio de Savamala.

## Arquitectura

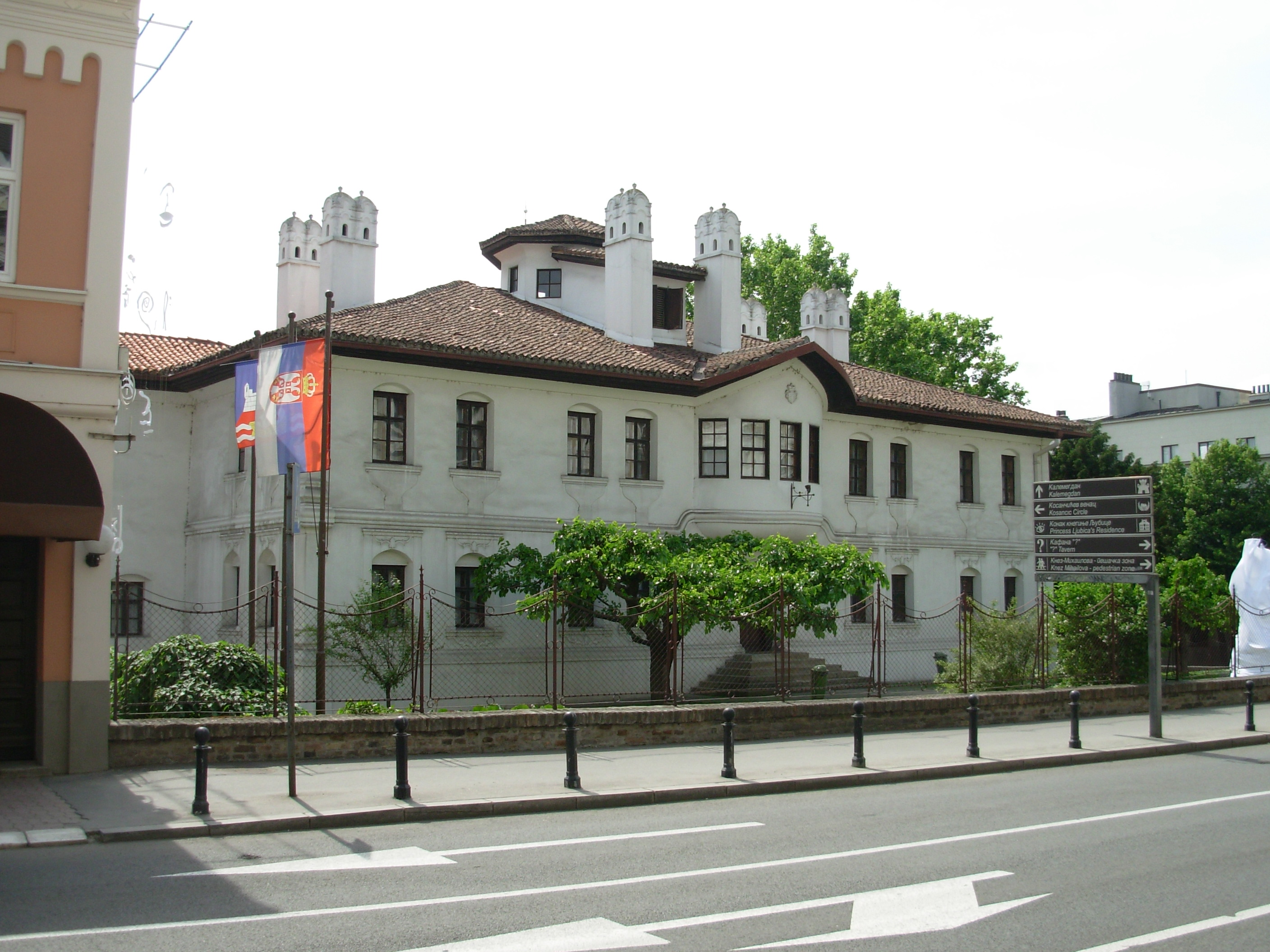
La residencia de la princesa Ljubica

En 1979, el barrio de Kosančićev Venac fue declarado, en su conjunto, zona de interés histórico-cultural de la República de Serbia; así como uno de los bienes culturales protegidos de la ciudad de Belgrado. Entre estos monumentos protegidos figura la casa de Mika Alas, situada en el n.º 22 de Kosančićev Venac y construida en 1910 por el arquitecto Petar Bajalović, de estilo Art nouveau.
Varios edificios históricos se ubican en el barrio, como la residencia de la princesa Ljubica (Calle de Kneza Sime Markovića, n.º 8), construida entre 1829 y 1831.
La catedral de San Miguel (Calle de Kneza Sime Markovića, n.º 3), construida entre 1837 y 1840 por Adam Fridrih Kverfeld, de estilo clasicista, también figura hoy en día entre estos monumentos; junto con el palacio del Patriarcado de Belgrado (Calle de Kneza Sime Markovića, n.º 6), construido entre 1933 y 1935 por Viktor Lukomski en un estilo que combina modernismo con arquitectura serbo-bizantina.

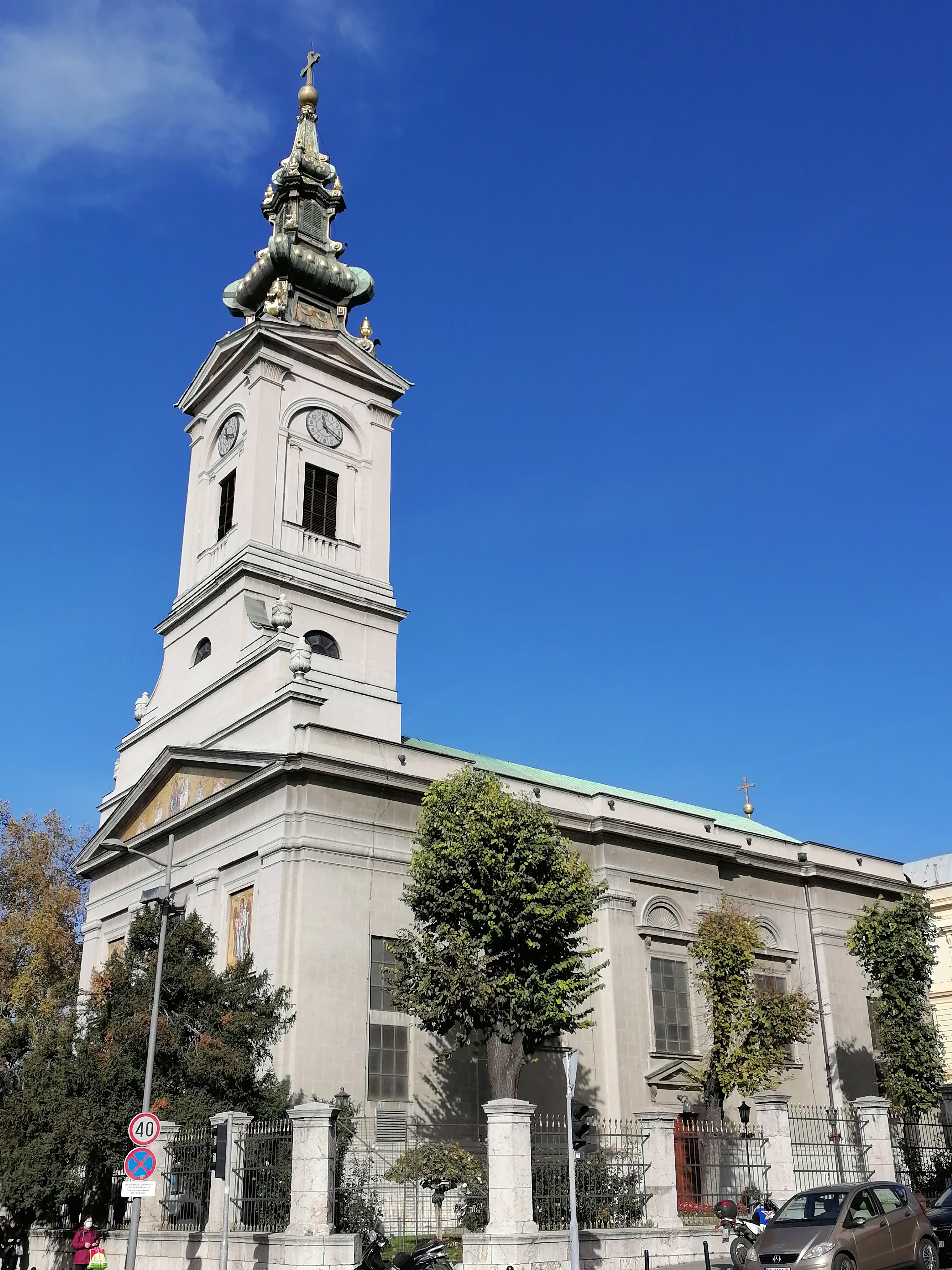
La catedral de San Miguel
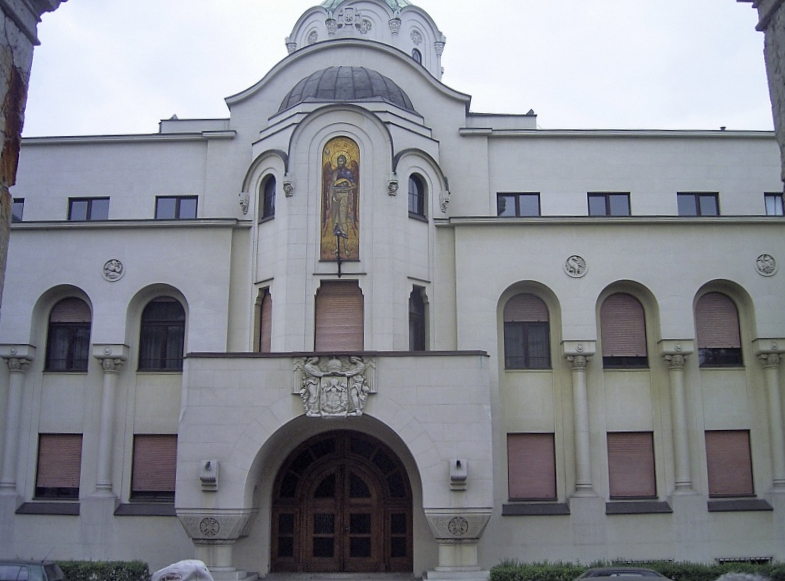
El palacio del Patriarcado de Belgrado
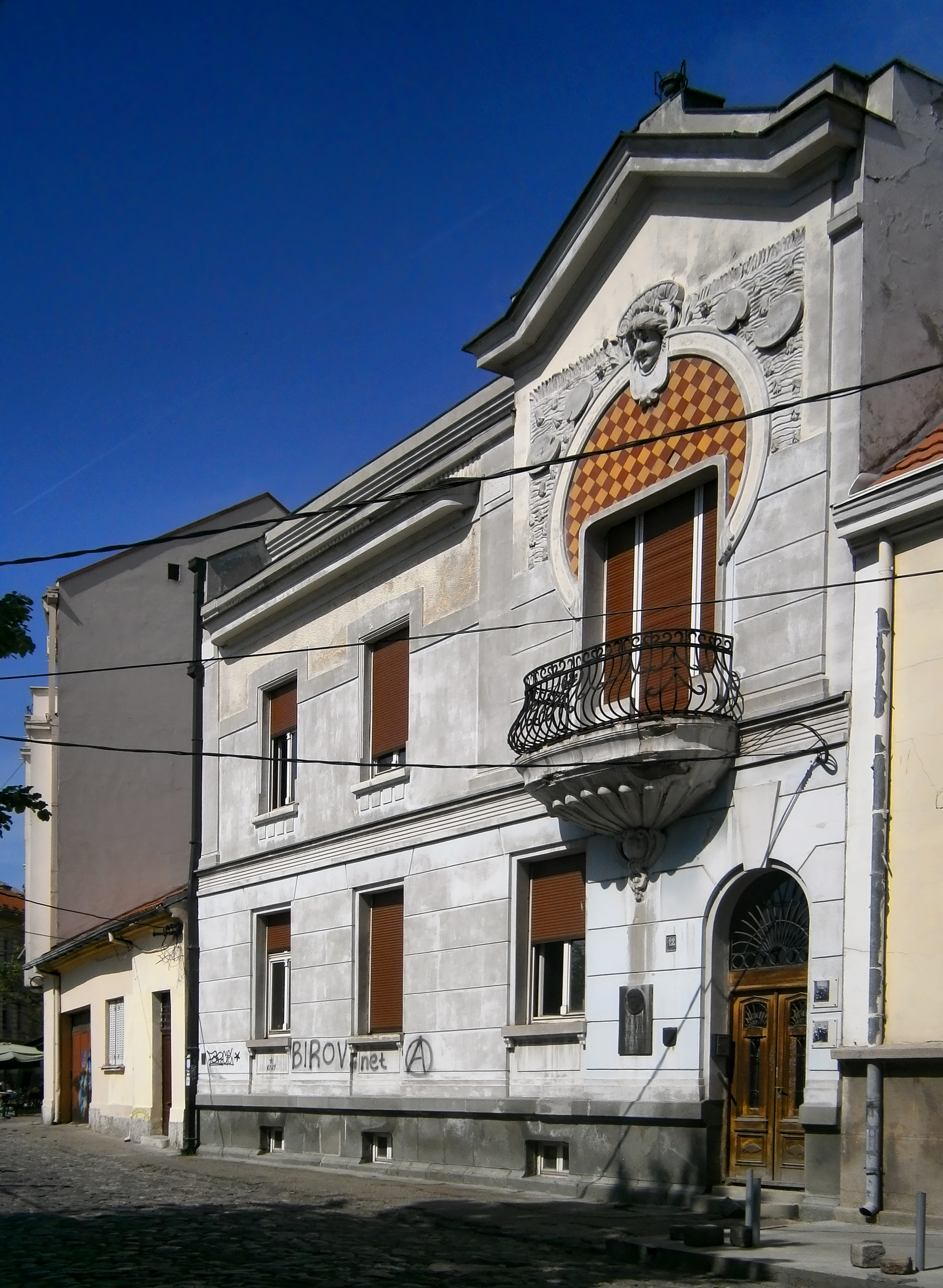
La casa de Mika Alas

## Cultura
En el número 19, la Galería Prodajna. En la misma calle se encuentra también la antigua Biblioteca Nacional de Serbia.

## Educación
El rectorado de la Universidad de las Artes de Belgrado está situado en el n° 29.